# Luis Prieto (Fußballspieler)
Luis Prieto Zalbidegoitia (* 19. Februar 1979 in Mendaro) ist ein spanischer Fußballspieler, der bei SD Ponferradina in der spanischen Segunda División spielt.

## Spielerkarriere
Wie viele seiner Teamkollegen stammt er aus der eigenen Jugend von Athletic Bilbao. Über den Umweg CD Baskonia und FC Barakaldo gelang auch ihm der Sprung in die zweite Mannschaft der Basken. Von 2000 bis 2002 wurde Luis Prieto an SD Eibar verliehen, wo er konstant gute Leistungen zeigte. In den über fünf Jahren bei Athletic Bilbao hat er weit über 100 Spiele bestritten.
Seit Sommer 2008 stand er beim Erstligarivalen Real Valladolid unter Vertrag, den er nach dem Abstieg 2010 wieder verließ. Seitdem ist er beim Aufsteiger SD Ponferradina in der Segunda División aktiv.

## Nationalmannschaft
Seit 2003 spielt Luis Prieto für die baskische Nationalelf, die keine offiziellen Spiele bestreiten darf. Bisher hat er für das Team zwei Spiele bestritten.